# Międzynarodowy Dzień bez Przemocy
Międzynarodowy Dzień bez Przemocy (ang. International Day of Non-Violence) – święto obchodzone corocznie 2 października, ustanowione przez Zgromadzenie Ogólne ONZ 15 czerwca 2007 roku, uchwalone w rezolucji A/RES/61/271, zainspirowanej poglądami propagatora pacyfizmu Mahatmy Gandhiego (ur. 2 października 1869)

by nieużywanie przemocy miało jakąkolwiek wartość, musi być zastosowane w konfrontacji z wrogiem,

Zgromadzenie wezwało wszystkie państwa członkowskie, agendy ONZ, regionalne, międzyrządowe i pozarządowe organizacje oraz wszystkich zainteresowanych do obchodów Dnia w celu szerzenia idei życia bez przemocy, umacniania pokoju, głoszenia tolerancji i zwiększania świadomości społeczeństwa w tej sprawie m.in. poprzez edukację.
Rezolucja ma swoje podłoże w Deklaracji przyjętej podczas „Międzynarodowej Konferencji na rzecz Pokoju i Niestosowania Przemocy – Filozofia Gandhiego w XXI wieku”.
Dzień urodzin Mahatmy Gandhiego, uważanego za pioniera wegetarianizmu który powiedział, że:

Wielkość narodu i jego postęp moralny można poznać po tym w jaki sposób obchodzi się on ze swymi zwierzętami,

obchodzony jest również jako Światowy Dzień Zwierząt Hodowlanych i łączony często ze Światowym Dniem Wegetarianizmu (1 października).